# Rodrigo Manuel Manrique de Lara
Rodrigo Manuel Fernández Manrique de Lara Ramírez de Arellano Mendoza y Albarado (1638 - 1717), II conde de Frigiliana, fue un militar y hombre de estado español.

## Biografía
Fue hijo de Íñigo Manrique de Lara, de quien heredó el condado de Frigiliana, y de Margarita de Tábora y Sousa, dama de la reina Isabel de Borbón.
Por su boda con María Antonia de Arellano y Mendoza fue también conde de Aguilar de Inestrillas, marqués de la Hinojosa y grande de España. El matrimonio tuvo un hijo, Íñigo de la Cruz, que les sucedió a ambos en sus títulos nobiliarios.
Siguió la carrera militar -ascendiendo hasta teniente coronel- y siempre fue fiel a Mariana de Austria, regente de su hijo Carlos II tras la muerte de Felipe IV. Fue elegido para la reorganización del regimiento de la Chamberga y tras la subida al poder de Juan José de Austria fue enviado a Orán y desterrado a Logroño. Cuando murió Juan José en 1679, la reina madre regresó a Madrid y el conde fue recompensado por su fidelidad. 
Hombre «de elegante pluma y feliz esplicacion», fue gentilhombre de cámara de Carlos II, consejero de Estado desde 1691 y presidente del Consejo de Aragón en 1698. 
En el problema de la sucesión apoyó a la reina madre y defendió la candidatura de José Fernando de Baviera, apostando siempre por los Habsburgo. A la muerte de Carlos II formó parte de la Junta de Gobierno que actuaría hasta la llegada del nuevo rey, Felipe de Anjou. El monarca borbón no alejó al conde de los puestos de gobierno y le nombró gobernador del Consejo de Indias, permaneciendo en este cargo hasta su muerte. 
| Predecesor: Pedro Manuel Colón de Portugal | Virrey de Valencia 1680 - 1683                                   | Sucesor: Juan Tomás de Rocabertí |
| Predecesor: Fernando de Aragón y Moncada   | Presidente del Consejo de Aragón 1698 - ?                        | Sucesor: ?                       |
| Predecesor: José Sarmiento Valladares      | Gobernador del Consejo de Indias febrero de 1710 - enero de 1717 | Sucesor: Andrés de Pez           |